# Jean-Joseph Rabearivelo
Jean-Joseph Rabearivelo, właściwie Joseph-Casimir Rabe (ur. 4 marca 1901 w Antananarywie, zm. 20 czerwca 1937 tamże) – jeden z największych literatów malgaskich, poeta, pisarz, dramaturg i eseista. Tworzył w języku francuskim, malgaskim i hiszpańskim. Po okresie fascynacji literaturą francuską, która stanowiła dla artysty inspirację we wczesnych latach, w latach 30. XX w. zaangażował się w ruch kulturowy, którego celem było przywrócenie literatury narodowej Madagaskaru, zniszczonej pod wpływem francuskiej administracji kolonialnej.

## Życiorys

### Wczesne życie
Rabearivelo urodził się 4 marca 1901 r. w Antananarywie z nieślubnego związku jako Joseph-Casimir Rabe. Jego matka pochodziła ze starej rodziny szlacheckiej z ludu Merina, grupy etnicznej zamieszkującej w centralnej części Madagaskaru, której podupadająca potęga została dodatkowo osłabiona przez francuską kolonizację zapoczątkowaną w 1896 roku. Rabearivelo należał do pierwszego pokolenia kolonialnego.
Uczył się w szkołach misyjnych w Antananarywie w Zgromadzeniu Braci Szkół Chrześcijańskich, następnie w Saint-Michel des Jésuites i krótko w prywatnej szkole Flacourt. W 1915 r. mając 14 lat został wyrzucony ze szkoły za odmowę udziału w nabożeństwie. Podejmował różne drobne prace, aby utrzymać się, był sekretarzem i projektantem koronek Madame Anna, żony gubernatora, bibliotekarzem w Cercle de l’Union, a następnie korektorem w lokalnej drukarni.

### Samokształcenie
Wiodąc skromne życie stopniowo rozwijał pasję do czytania, zwłaszcza literatury francuskiej XIX i początku XX wieku. Był samoukiem i samodzielnie pracował nad doskonaleniem swojej znajomości języka francuskiego a także angielskiego i hiszpańskiego. Rozpoczął też serię korespondencji literackiej z pisarzami z całego świata, których dzieła przywoził dużym kosztem statkiem. Jego pragnienie wiedzy obejmuje języki inne niż francuski: uczy się angielskiego i hiszpańskiego, chce się uczyć hebrajskiego. Na szczęście zostanie zatrudniony w Union Circle jako bibliotekarz, a następnie korektor w drukarni.

### Fascynacja literaturą francuską
Obracał się w kręgach wysokich urzędników kolonialnych oddelegowanych do pracy na Madagaskarze, którzy również byli entuzjastami literatury francuskiej jak Robert Boudry i Pierre Camo. Społeczeństwo kolonialne w rzeczywistości wykorzystywało młodego poetę prezentując go jako sukces polityki asymilacyjnej. Rabearivelo sam początkowo wierzył w obietnice asymilacji.

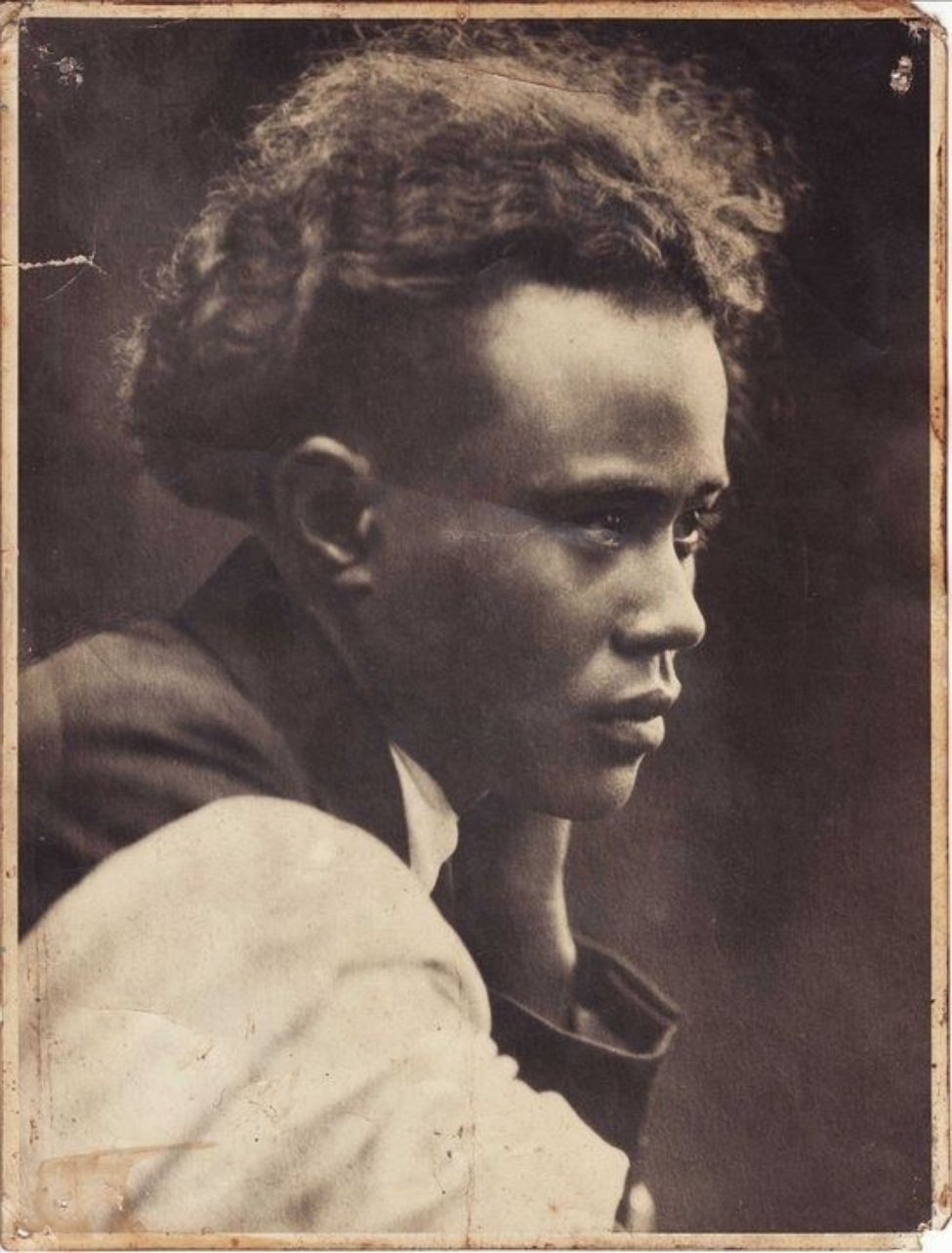
Jean-Joseph Rabearivelo

Tananarive we wczesnych latach dwudziestych XX wieku był przedmiotem intensywnej działalności literackiej i dziennikarskiej w języku narodowym, a Rabearivelo był jednym z pierwszych poetów malgaskich, który używał języka francuskiego jako środka wyrazu literackiego. W 1924 r. wydał swój pierwszy tom wierszy La coupe de cendres, w 1927 r. wydał kolejny tom Sylves, w 1928 r. Tomy. Wczesne zbiory Rabearivelo były w stylu romantyczno-akademickim francuskich poetów XIX wieku, którzy pojawiali się w szkolnych programach nauczania tamtych czasów. Dzięki przyjaźni z Pierre’em Camo, francuskim urzędnikiem i poetą, zapoznał się ze współczesną poezją symbolistów i zdołał uwolnić się z kajdan konwencjonalnej wersyfikacji. Otwarcie się na nowe wypływy widoczne jest w kolejnych tomach Presque-songes (1934) i Traduit de la nuit (1935).

### Wyobcowanie
Zarówno w twórczości jak i w stylu życia Rabearivelo widoczne jest wewnętrzne rozdarcie i podwójna lojalność wobec starych tradycji Malgaszy i nowych wpływów francuskich kolonistów.  Naśladowanie obcych wzorców było połączone z dumą z osiągnięć literackich, ustnych i pisemnych, kultury malgaskiej, chociaż jako były arystokrata i francuski intelektualista czuł pogardę dla niepiśmiennych mas. Ta dwoistość skutkowała tym, że został odrzucony przez swoich bardziej tradycyjnie myślących lub nacjonalistycznych współobywateli. Jako tubylec został również odrzucony przez lokalną francuską administrację. W swoich dziennikach, liczących ok. 1800 stron, prowadzonych w latach 1924-1937, opisał swoje tragiczne położenie jako łacińskiego umysłu w czarnej skórze i dumnego Malgasza, który pragnął zrzucić narzucone mu chrześcijańskie i zachodnie przebranie. Ta dwoistość widoczna była także w jego stylu życia, miał zwyczaj noszenia tradycyjnej szaty, lamby jak i ubrań w stylu zachodnim. Ta podwójna lojalność i ten podwójny bunt przenikają twórczość Rabearivelo.

### Powrót do korzeni

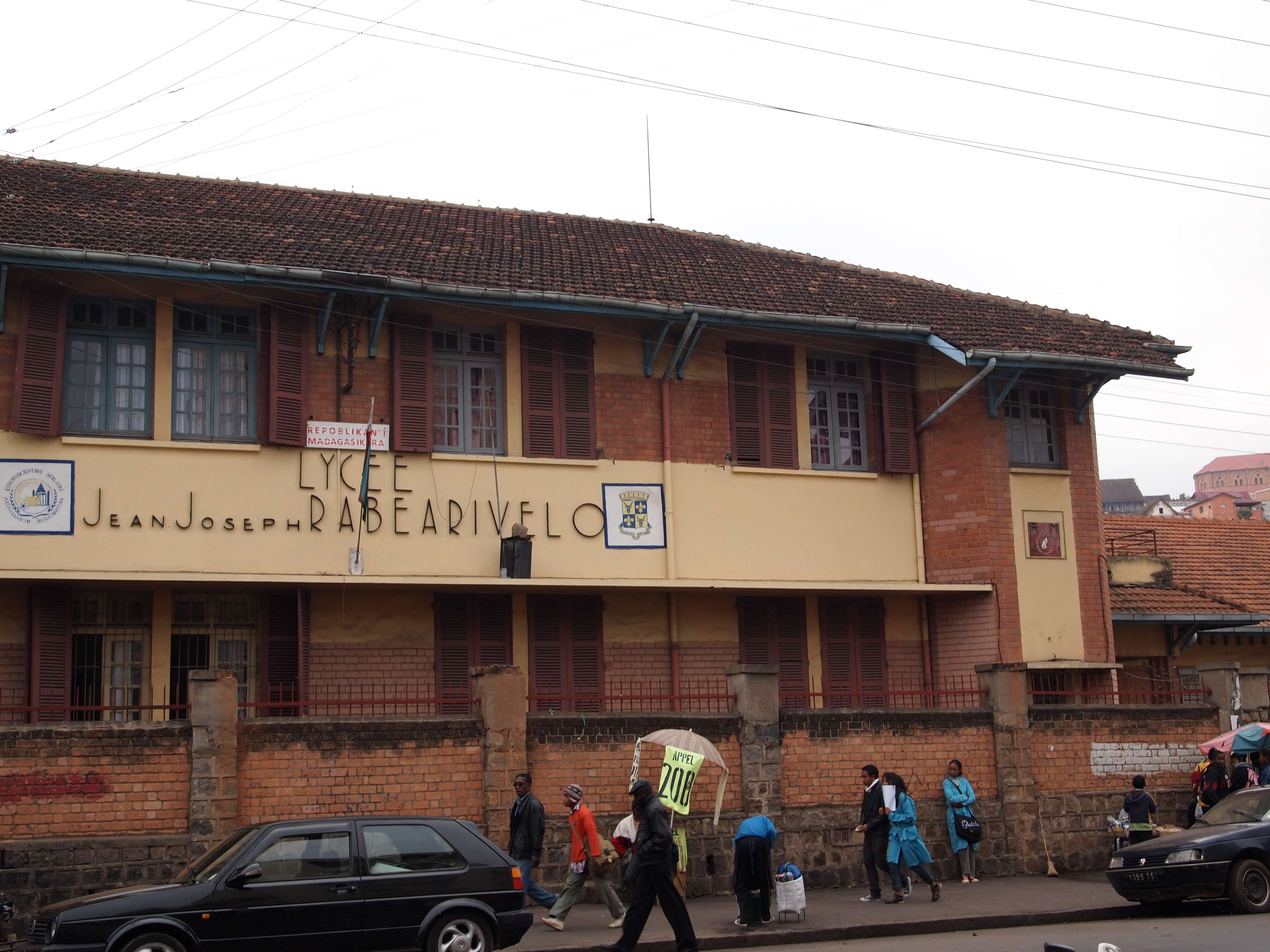
Szkoła im. Jean-Joseph Rabearivelo w Antananarywie

5 sierpnia 1931 r. Rabearivelo, razem z dwoma innymi malgaskimi poetami Charlesem Rajoelisolo i Ny Avaną Ramanantoaniną założył gazetę „Ny Fandrosoam-baovao” publikującą w języku malgaskim, której celem było promowanie poezji malgaskiej i nadawanie impulsu do tworzenia w języku rodzimych mieszkańców Madagaskaru. Redakcja gazety zapewniała czytelnikom kierunek życia zgodny z mądrością ludową przodków, moralnością chrześcijańską, a także publikacje literackie i artystyczne z okresu przedkolonialnego, z okresu Królestwa Merina i współczesnego redaktorom. W konsekwencji wszyscy trzej poeci zapoczątkowali ruch kulturowy Mitady ny very („poszukiwanie utraconych wartości”), którego celem było potwierdzenie wartości tożsamości Madagaskaru, która została zniszczona pod wpływem francuskiej administracji kolonialnej.
Rabearivelo świadomy był swojego talentu, ale ograniczony przez swój upośledzony status społeczny, czuł się wyobcowany, wykorzeniony i upokorzony co w konsekwencji doprowadziło do samobójczej śmierci 22 czerwca 1937 roku.

## Wybrane dzieła
Poezja:
- La Coupe de cendres, 1924
- Sylves, 1927
- Tomy, 1928
- Presque-songes, 1934
- Traduit de la Nuit, 1935
- Vientos de la Mañana, 1935
- Chants pour Abéones, 1936
- Le Vin Lourd, 1936
- Stances Oubliées, 1936
- Trèfles de Toujours et de Jamais, 1936

Sztuki teatralne:
- Imaitsoanala, fille d'oiseau: cantate, 1935
- Aux portes de la ville, 1936

Inne:
- Enfants d'Orphée, 1931
- Ephémérides de Madagascar, 1934
- Tananarive, ses quartiers et ses rues, 1936